# Gouveia (Portugal)
Gouveia is een plaats en gemeente in het Portugese district Guarda.
De gemeente heeft een totale oppervlakte van 301 km² en telde 16.122 inwoners in 2001.

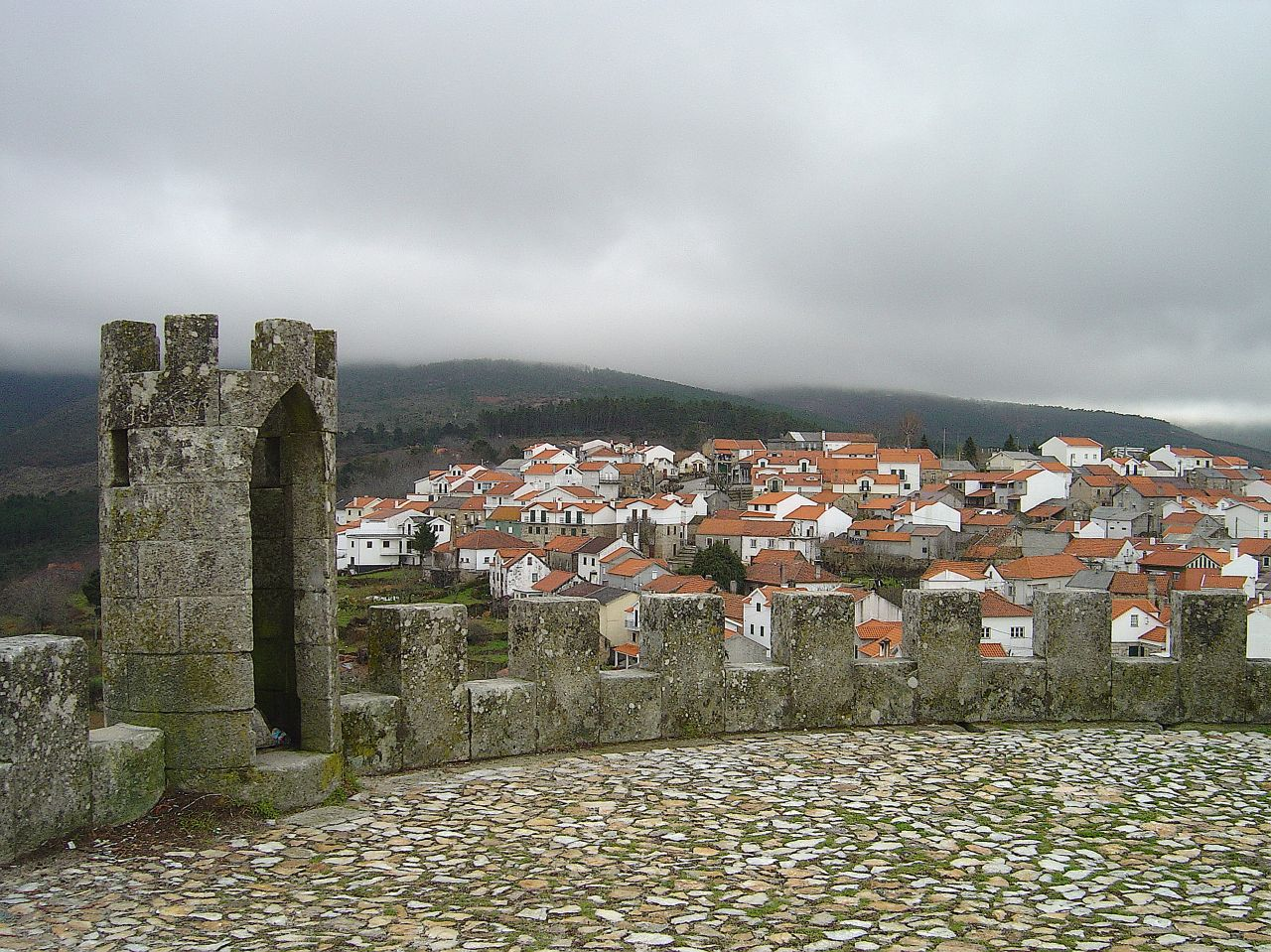
Kasteel van Folgosinho

## Kernen van de gemeente
- Aldeias
- Arcozelo
- Cativelos
- Figueiró da Serra
- Folgosinho
- Freixo da Serra
- Lagarinhos
- Mangualde da Serra
- Melo
- Moimenta da Serra
- Nabais
- Nespereira
- Paços da Serra
- Ribamondego
- Rio Torto
- São Julião
- São Paio
- São Pedro
- Vila Cortês da Serra
- Vila Franca da Serra
- Vila Nova de Tazem
- Vinhó